# 덕덕고
덕덕고(영어: DuckDuckGo DDG[*])는 인터넷 프라이버시에 중점을 둔 미국의 소프트웨어 기업으로, 주력 제품은 덕덕고라는 이름의 웹 검색 엔진이다. 2008년 가브리엘 와인버그가 설립했으며, 이후 제품에는 브라우저 확장 및 맞춤형 덕덕고 웹 브라우저가 포함된다. 펜실베이니아주 파올리에 본사를 둔 덕덕고는 약 200명의 직원을 둔 비공개 회사이다. 이 회사의 이름은 어린이 게임인 수건돌리기에서 따왔다.

## 역사

### 초창기
덕덕고는 가브리엘 와인버그가 설립하여 2008년 2월 29일 펜실베이니아주 밸리포지에서 출시되었다. 와인버그는 이전에 현재는 없어진 소셜 네트워크인 Names Database를 출시했던 기업가이다. 2011년 10월까지 와인버그가 자금을 지원하던 덕덕고는 그 후 "Union Square Ventures와 몇몇 엔젤 투자자들의 지원을 받았다." 유니온 스퀘어 파트너인 브래드 번햄은 "우리는 덕덕고에 투자했는데, 검색 경쟁의 기반을 바꿀 수 있을 뿐만 아니라 그럴 때가 되었다고 확신했기 때문"이라고 밝혔다. 또한 트리스퀠, 리눅스 민트 및 미도리 웹 브라우저는 기본 검색 엔진으로 덕덕고를 사용하도록 전환했다. 덕덕고는 광고 및 제휴 프로그램을 통해 수익을 얻는다. 이 웹 검색 엔진은 펄로 작성되었으며 Nginx, FreeBSD 및 리눅스에서 실행된다. 덕덕고는 주로 다양한 공급업체의 검색 API를 기반으로 구축되었다. 이 때문에 테크크런치는 이 서비스를 "하이브리드" 검색 엔진으로 특징지었다. 와인버그는 어린이 게임인 수건돌리기와 관련하여 이름의 시작을 설명했다. 그는 이름의 유래에 대해 "정말 어느 날 문득 머리에 떠올랐고 그냥 좋았다. 분명히 수건돌리기에서 영향을 받았거나 파생되었지만, 그 외에는 비유와 같은 아무런 관련이 없다."라고 말했다. 덕덕고는 2008년 테크크런치의 엘리베이터 피치 금요일에 소개되었으며, 2008년 BOSS 매셔블 챌린지의 최종 후보에 올랐다.
2010년, 덕덕고는 경쟁사들과 차별화하기 위해 프라이버시 기능을 도입하기 시작했다.
2010년 7월, 와인버그는 대중이 문제를 보고하고 검색 엔진 사용을 확산시키는 방법, 기능 요청 및 코드 오픈 소싱에 대해 논의할 수 있도록 덕덕고 커뮤니티 웹사이트(duck.co)를 시작했다. 이 회사는 2011년 2월 22일 도메인 네임 ddg.gg를 등록했으며, 2018년 12월에 duck.com을 인수했다. 이 도메인은 duckduckgo.com으로 리디렉션되는 단축 URL 별칭으로 사용되며, 이메일 보호 서비스의 도메인으로도 사용된다.

### 2010년대의 성장
우리는 구글을 이길 것이라고 생각해서 투자한 것이 아니다. 우리는 개인 정보 보호 검색 엔진의 필요성이 있다고 생각했기 때문에 투자했다. 우리는 레딧과 해커 뉴스에서 어울리는 인터넷 무정부주의자들을 위해 그렇게 했다.
2012년 5월까지 이 검색 엔진은 하루에 150만 건의 검색을 유치했다. 와인버그는 2011년에 US$115,000의 수익을 올렸고, 직원 3명과 소수의 계약직 직원이 있었다고 보고했다. Compete.com은 2012년 2월 이 사이트에 266,465명의 순 방문자가 방문한 것으로 추정했다. 2011년 4월 12일, 알렉사는 3개월 성장률이 51%라고 보고했다. 덕덕고의 자체 트래픽 통계에 따르면 2012년 8월에는 하루 1,393,644건의 방문이 있었으며, 이는 2010년 4월(가장 초기 데이터 사용 가능)의 하루 평균 39,406건의 방문에서 증가한 수치이다. 2012년 11월의 상세한 프로필에서 워싱턴 포스트는 2012년 10월에 덕덕고의 월별 검색 건수가 45,000,000건에 달했다고 언급했다. 이 기사는 다음과 같은 결론을 내렸다:

"와인버그의 비야망적인 목표는 그를 특히 이상하고 위험한 온라인 경쟁자로 만든다. 그는 구글이나 빙이 할 수 없는 거의 모든 것을 할 수 있는데, 이는 그들의 사업 모델에 해를 끼칠 수 있기 때문이다. 그리고 사용자들이 덕덕고 방식이 더 좋다고 생각한다면, 와인버그는 정말 노력하지 않아도 거대 기업에 해를 끼칠 수 있다. 이것은 비대칭 디지털 전쟁이며, 유니온 스퀘어 벤처스의 그의 후원자들은 구글이 취약하다고 말한다."

그놈은 2013년 9월 26일 웹 3.10을 출시했으며, 이 버전부터 기본 검색 엔진은 덕덕고이다.
2014년 9월 18일 WWDC 2014 기조연설에서 애플은 덕덕고가 iOS 8과 OS X 요세미티의 사파리 브라우저에서 검색 옵션으로 포함될 것이라고 발표했다. 3월 10일, 페일 문 웹 브라우저는 버전 24.4.0부터 덕덕고를 기본 검색 엔진으로 포함하고 브라우저 홈페이지에도 목록에 올렸다. 2014년 5월, 덕덕고는 DuckDuckHack을 통해 베타 테스터들에게 재설계된 버전을 출시했다. 2014년 5월 21일, 덕덕고는 더 스마트한 답변과 세련된 디자인에 초점을 맞춘 재설계 버전을 공식 출시했다. 새 버전은 이미지, 지역 검색, 자동 완성, 날씨, 레시피 등 많은 새로운 기능을 추가했다.
2014년 11월 10일, 모질라는 파이어폭스 33.1에 덕덕고를 검색 옵션으로 추가했다. 2016년 5월 30일, 토르 프로젝트는 토르 브라우저 6.0의 기본 검색 엔진으로 덕덕고를 설정했다.
2016년 7월, 덕덕고는 야후!와의 파트너십 확대를 공식 발표했으며, 이는 결과의 날짜 필터링 및 추가 사이트 링크를 포함한 새로운 기능을 모든 검색 엔진 사용자에게 제공했다. 또한 빙, 얀덱스 및 위키백과와도 제휴하여 결과를 생성하거나 제공되는 기능을 사용한다. 이 회사는 또한 사용자 정보를 파트너 회사와 공유하지 않는다는 기존 정책을 재확인했다.
2018년 12월, 구글이 도메인 이름 Duck.com의 소유권을 덕덕고로 이전했다는 보도가 나왔다. 덕덕고가 이 도메인 이름을 위해 얼마를 지불했는지는 알려지지 않았다.
2019년 1월 15일, 덕덕고는 모든 지도 및 주소 관련 검색이 애플 지도를 통해 데스크톱 및 모바일 기기에서 모두 제공될 것이라고 발표했다.
2019년 3월, 구글은 크롬 73의 기본 검색 엔진 목록에 덕덕고를 추가했다.
2018년부터, 이 회사는 인기 있는 웹 브라우저(구글 크롬, 사파리 등)용 브라우저 확장을 제공했다. 또한 이 회사는 자체 웹 브라우저인 DuckDuckGo Private Browser를 출시했다. 이 두 제품 모두 모든 웹 브라우징(덕덕고 검색에 국한되지 않음)에 대해 웹 추적 및 기타 개인 정보 침해에 대한 보호 기능을 제공한다. 2022년 8월 이전에는 덕덕고 프라이빗 브라우저가 마이크로소프트 추적 스크립트를 차단하지 않았다.

### 2020년대
2021년 7월, 덕덕고는 이메일 전달 기능인 이메일 보호 기능을 도입했는데, 이를 통해 사용자는 서비스에서 생성된 "@duck.com" 이메일 주소를 주장할 수 있다. 이 받은 편지함은 이메일을 수신하고 데이터 추적기를 제거한 후 사용자 개인 이메일 주소로 전달한다. 이 기능은 iOS 및 안드로이드용 덕덕고 프라이빗 브라우저 사용자에게 베타 버전으로 출시되었다.
2022 년 03월 기준, 덕덕고는 하루 평균 102,704,358건의 검색을 처리했다.
또한 4월에는 덕덕고가 구글의 AMP (Accelerated Mobile Pages) 프레임워크로 인한 사용자 추적을 막겠다고 밝혔는데, "덕덕고 앱(iOS/안드로이드/맥) 또는 확장 프로그램(파이어폭스/크롬)에서 구글 AMP 페이지를 로드하거나 공유할 때마다 구글 AMP 버전 대신 원본 게시자의 웹페이지가 사용될 것"이라고 말했다.
2022년 9월, 데비안 패키지 관리자들은 개인 정보 보호를 위해 크로미엄의 기본 검색 엔진을 덕덕고로 변경했다.
2024년 4월, 덕덕고는 VPN, 개인 정보 제거, 신원 도용 복구를 포함하는 유료 구독 서비스인 Privacy Pro를 도입했다. 이 구독 서비스는 미국의 덕덕고 브라우저 사용자에게 출시되었다.

## 기능

### 프라이버시
덕덕고는 사용자를 추적하지 않는다. 덕덕고는 파비콘을 익명으로 유지한다. 사용자 위치는 제3자에게 지리적 위치 수집을 허용하더라도 덕덕고 서버로 전송되지 않는다. 덕덕고는 제한적인 제3자 추적 보호, 제3자 쿠키 보호, CNAME 클로킹 보호, 제3자로부터의 제한적인 장치 핑거프린트 보호, 링크 추적 제거, 구글 AMP 대체 및 추적 금지 요청을 제공한다.

### 검색 결과
덕덕고의 결과는 빙, 야후! 검색 BOSS, Wolfram Alpha, 얀덱스 및 자체 웹 크롤러(덕덕봇)를 포함하여 자체적으로 "400개 이상"의 소스를 종합한 것이지만, 구글의 것은 포함되지 않는다. 또한 위키백과와 같은 크라우드소싱 사이트의 데이터를 사용하여 검색 결과 오른쪽에 지식 패널 상자를 채운다. 2024년 빙 API 장애 기간 동안 덕덕고는 결과를 표시하지 않았는데, 이는 빙이 덕덕고 결과의 상당 부분을 제공했음을 나타낸다.
덕덕고는 자바스크립트 기능이 없는 브라우저를 위해 HTML 및 라이트 버전의 검색 기능을 제공한다.
덕덕고는 eHow와 같은 콘텐츠 팜으로 간주되는 회사에 대한 검색 결과를 삭제하여 검색 엔진 결과의 품질을 향상시켰다. eHow는 와인버그가 "구글 검색 인덱스에서 높은 순위를 차지하도록 특별히 설계된 저품질 콘텐츠"라고 말하는 유료 프리랜서 작가가 하루에 4,000개의 기사를 발행한다. 덕덕고는 또한 상당한 광고가 포함된 페이지를 필터링한다. 덕덕고는 저널리즘 기준이 낮은 것으로 판단되는 웹사이트의 순위를 낮춘다.

### 즉답
덕덕고는 색인된 검색 결과 외에도 검색 페이지 상단에 "즉답"이라는 관련 결과를 표시한다. 이러한 즉답은 제3자 API 또는 텍스트 파일과 같은 정적 데이터 소스에서 수집된다. 즉답은 "제로클릭 정보"라고 불리는데, 이는 사용자가 원하는 것을 찾기 위해 어떤 결과도 클릭할 필요 없이 검색 결과 페이지 자체에서 제공하려는 의도 때문이다. 즉답은 1,500명 이상의 오픈 소스 기여자 커뮤니티에 의해 생성되고 유지된다. 이 커뮤니티는 DuckDuckHack으로 알려져 있다. 2019년 7월년 기준, 1,236개의 즉답이 활성화되어 있었다.
DuckDuckHack 문서에는 Goodies, Spices, Fatheads 및 Longtails의 네 가지 유형의 즉답이 설명되어 있다. 이러한 유형의 즉답 확장 기능은 데이터 검색 방법에 따라 구분된다. Goodies는 제3자 API에서 데이터를 검색하지 않지만 Spices는 검색한다. Goodies는 대신 텍스트 파일 또는 JSON 파일과 같은 앞서 언급한 정적 데이터 소스의 형태를 사용한다. Fathead 즉답은 덕덕고의 백엔드에 호스팅되는 키-값 답변이다. Fathead 키-값 쌍은 해당 즉답을 표시하기 위한 트리거와 유사하게 작동한다. Longtail 즉답은 덕덕고 기사 데이터베이스에 대한 전체 텍스트 쿼리이다. 일치하는 모든 기사의 단락 또는 스니펫이 반환되며, 사용자 쿼리와 일치하는 섹션이 강조 표시된다.
2023년 3월, 덕덕고는 즉답에 DuckAssist를 추가했다. 오픈AI 및 앤트로픽의 대형 언어 모델을 사용하여 DuckAssist는 온라인 백과사전(위키백과 및 브리태니커 등)을 스캔하여 사용자 질문에 대한 답변을 생성한다.

### 토르 접속
2010년 8월, 덕덕고는 토르 네트워크를 사용하는 검색 엔진 트래픽에 대해 종료 인클레이브를 포함한 익명 검색을 도입하고 "토르 히든 서비스" (onion service)를 통한 액세스를 가능하게 했다. 3g2upl4pq6kufc4m.onion (Accessing link help)(사용 중단됨)은 토르의 덕덕고 v2 onion 서비스였다. 이는 암호화된 릴레이를 통해 트래픽을 라우팅하여 익명성을 가능하게 한다. 와인버그는 "이것이 우리의 개인 정보 보호 정책에 잘 부합한다고 생각한다. 토르와 DDG를 사용하면 이제 검색 시 종단 간 익명성을 유지할 수 있다. 그리고 암호화된 홈페이지를 사용하면 종단 간 암호화도 가능하다."라고 말했다.
2021년 7월, 덕덕고는 새로운 v3 onion 서비스를 도입했으며, 새로운 링크는 다음과 같다: duckduckgogg42xjoc72x3sjasowoarfbgcmvfimaftt6twagswzczad.onion (Accessing link help).

### 뱅스
덕덕고는 "!뱅" 키워드를 포함하고 있는데, 이는 사용자에게 특정 제3자 웹사이트에서 검색할 수 있는 기능을 제공한다. 2020년 8월 현재 다양한 인터넷 사이트에 대해 13,564개의 "뱅"을 사용할 수 있다. 2018년 12월에는 약 2,000개의 "뱅"이 삭제되었다. 일부는 고장으로 인해 삭제되었고, 다른 일부는 불법 복제 콘텐츠 사이트 검색과 같은 책임 문제로 인해 삭제되었다.

## 비즈니스 모델
덕덕고는 주로 야후-빙 검색 제휴 네트워크에서 광고를 게재하여 수익을 얻는다. 프라이버시 중심의 검색 엔진으로서 덕덕고에 게재되는 광고는 검색 쿼리의 키워드와 용어에 기반한다. 2024년 4월 현재 덕덕고는 Privacy Pro에 접속하기 위해 지불하는 구독료에서도 수익을 얻고 있다.

### 기부
이 회사는 프라이버시 개선을 위해 노력하는 자선 단체를 지원하며, 2021년에는 이러한 대의에 US$100만 달러를 기부했으며 지난 10년간 총 3,650,000달러를 기부했다. 2021년 주요 기부에는 Center for Information Technology Policy에 200,000달러, Electronic Frontier Foundation에 150,000달러, European Digital Rights (EDRi)에 75,000달러, The Markup에 75,000달러가 포함된다.

## 소스 코드
덕덕고의 소스 코드 중 일부는 아파치 2.0 라이선스 하에 깃허브에 호스팅된 자유-오픈 소스 소프트웨어이지만, 핵심은 사유 소프트웨어이다. 덕덕고는 또한 오픈 소스 기여 및 커뮤니티 프로젝트를 조직하기 위한 자매 사이트인 DuckDuckHack을 호스팅했다. 이 검색 엔진의 즉답은 오픈 소스이며 깃허브에서 유지 관리되며, 누구나 소스 코드를 볼 수 있다. 2017년 8월 31일 기준으로 DuckDuckHack은 유지 보수 모드에 들어갔으며, 이에 따라 버그 수정에 대한 pull request만 승인될 예정이다.

## 반응
2011년 6월 기사에서 타임의 해리 맥크라켄은 덕덕고를 자신이 가장 좋아하는 햄버거 레스토랑인 인앤아웃 버거에 비유하며 칭찬했다:
초창기 구글과 매우 흡사한 간소화된 홈페이지를 가지고 있다. 인앤아웃이 라테, 아시아식 샐러드, 선데, 스크램블 에그를 팔지 않는 것처럼, DDG는 뉴스, 블로그, 책, 이미지를 제공하려 하지 않는다. 자동 완성이나 즉각적인 결과도 없다. 그저 핵심 웹 검색을 제공할 뿐이다. 비판자들이 뭐라 말하든 여전히 매우 유용한 "열 개의 파란 링크" 방식 말이다... 품질에 관해서는, 와인버그가 구글의 강력한 검색 팀보다 더 관련성 있는 결과를 반환하는 방법을 찾아냈다고 말하는 것은 아니다. 하지만 덕덕고는... 유용한 사이트를 찾는 데 정말 뛰어나다. 모든 것이 실용적이고 직관적이며 불필요한 내용이 없다...

 그의 인용문에서 언급된 기본적인 접근 방식은 그 이후로 바뀌었다. 예를 들어, 덕덕고는 현재 자동 완성, 즉각적인 결과, 뉴스 탭 등을 제공한다. 맥크라켄은 이 사이트를 타임지의 "2011년 최고의 웹사이트 50선" 목록에 포함시켰다.
OSNews에서 검색 엔진을 검토한 톰 홀워르다는 개인 정보 보호 기능과 사이트별 검색 단축키를 칭찬했으며, 특히 그러한 정보가 미국 정부의 소환장에 노출될 위험 때문에 구글이 "사용자가 하는 거의 모든 것을 추적"한다고 비판했다. 2012년, 독점 금지법 위반 혐의에 대한 답변으로 구글은 덕덕고를 경쟁사로 지목했다. 와인버그는 이러한 인정에 대해 "기쁘고 즐거웠다"고 알려졌다.
2019년 11월, 트위터 CEO 잭 도시는 구글 대신 덕덕고 검색 엔진을 선호한다고 밝혔으며, "나는 @DuckDuckGo를 사랑한다. 한동안 내 기본 검색 엔진이었다. 앱은 훨씬 더 좋다!"라고 말했다. 보수적인 정치 평론가 벤 샤피로와 댄 봉기노도 덕덕고를 지지했다.

## 논란
2022년 3월 1일, 러시아의 우크라이나 침공에 대응하여 덕덕고는 얀덱스와의 파트너십을 중단했다. 와인버그는 트위터에서 덕덕고가 러시아의 허위 정보와 관련된 사이트의 순위를 낮출 것이라고 말했는데, 일부 사용자들은 이를 검열이자 검색 엔진의 "편향되지 않은 검색" 약속 위반으로 비판했다. 덕덕고는 이러한 비판에 대해 "검색 엔진의 주요 목적은 정확한 정보에 대한 접근을 제공하는 것이다. 의도적으로 사람들을 오도하기 위해 잘못된 정보를 유포하는 허위 정보 사이트는 그 목적에 직접적으로 반한다"고 방어했다.
2022년 4월, 토렌트프리크는 덕덕고가 파이러트베이, 1337x 및 FMovies를 포함한 일부 주요 불법 복제 웹사이트뿐만 아니라 동영상 다운로드 소프트웨어인 Youtube-dl에 대한 검색 결과를 차단했다고 보도했다. 엔가젯에 대한 성명에서 덕덕고는 사용자가 웹사이트 이름이나 웹 주소를 사용하여 검색하면 파이러트베이와 Youtube-dl이 검색 결과에서 제거되지 않았다고 밝혔다. 덕덕고는 또한 이 웹사이트와 다른 검색에 사용되는 "site:" 검색 쿼리에 문제가 있었고, 그 문제가 해결되었다고 말했다.
2022년 5월, 보안 연구원 잭 에드워즈의 Bleeping Computer 보고서에 따르면 덕덕고 프라이빗 브라우저는 구글 및 페이스북 추적기와 달리 마이크로소프트의 추적기가 덕덕고가 아닌 웹사이트를 방문하는 동안 계속 실행되도록 허용했다. 이에 대해 와인버그는 "안타깝게도 마이크로소프트와의 검색 신디케이션 계약으로 인해 마이크로소프트 소유 자산에 대해 더 많은 조치를 취할 수 없다. 그러나 우리는 지속적으로 추진하고 있으며 곧 더 많은 조치를 취할 것으로 예상한다"고 말했다. 그는 또한 대부분의 브라우저가 타사 스크립트 로드를 "시도조차 하지 않는다"는 점을 고려할 때, 사용자들은 다른 브라우저보다 여전히 더 안전할 것이라고 말했다. 2022년 8월, 덕덕고는 마이크로소프트의 추적기를 차단하기 시작했으며, 이를 방지하던 정책이 더 이상 적용되지 않는다고 밝혔다. 오늘날 덕덕고는 구글이 AMP를 사용하는 방식과 유사하게 MSN을 통해 기사를 계속 연다.
2024년 12월, 덕덕고는 검색 엔진 독점과 관련된 독점 금지 소송에서 구글의 제안된 해결책을 비판했다. 덕덕고에 따르면, 이 제안은 진정한 경쟁을 촉진하기보다는 기존의 권력 균형을 유지한다. 덕덕고 CEO 가브리엘 와인버그는 제안된 조치가 "현상 유지를 시도한다"며 소규모 업체들이 시장에 공정하게 접근할 수 있도록 하기에 불충분하다고 밝혔다.

## 트래픽

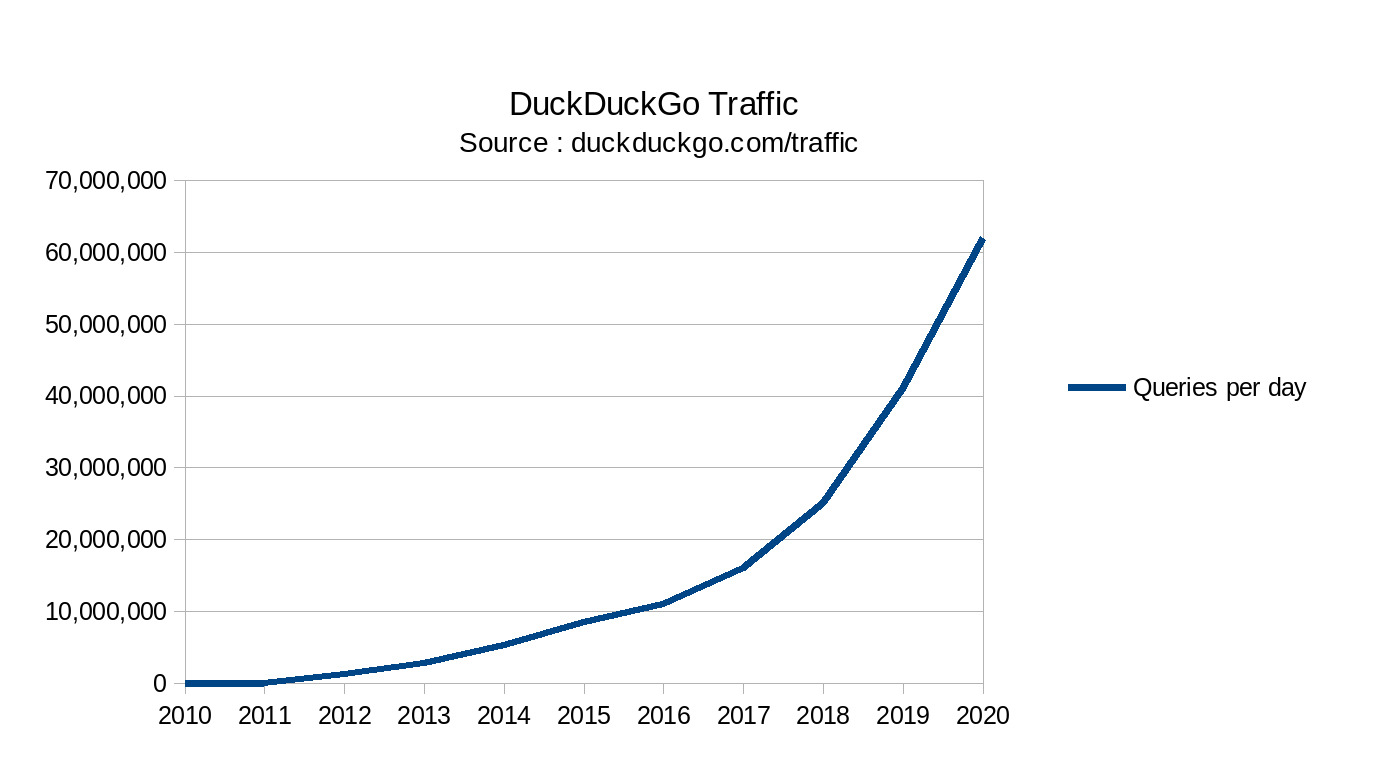
트래픽 차트

2013년 6월, 덕덕고는 상당한 트래픽 증가를 보였다고 밝혔다. 회사 트위터 계정에 따르면 2013년 6월 17일 월요일에 하루 300만 건의 직접 검색이 있었다. 2013년 5월 평균 하루 180만 건의 직접 검색이 있었다. 일부는 이 주장을 PRISM의 노출과 에드워드 스노든이 폭로한 NSA가 운영하는 다른 프로그램들과 관련 지었다. 대니 설리번은 검색 엔진 랜드에서 검색 엔진의 성장에도 불구하고 "개인 정보 보호를 이유로 검색 대중의 상당하거나 심지어 약간의 전환을 반영할 정도로 성장하지 않았다"고 썼으며, "아무도 '사적인' 검색에 신경 쓰지 않는다"고 결론지었다. 이에 대해 샌프란시스코 크로니클의 Caleb Garling은 트래픽 증가가 있었고 덕덕고의 존재에 대한 광범위한 인식이 부족했기 때문에 "이러한 주장은 몇 가지 핵심적인 논리적 오류를 가지고 있다"고 주장했다.
2013년 9월에는 하루 400만 건의 검색을 기록했으며, 2015년 6월에는 하루 1,000만 건의 검색을 기록했다. 2017년 11월에는 하루 2,000만 건의 검색을 기록했다. 2019년 1월에는 월간 검색량 10억 건을 기록했으며, 같은 해 11월에는 하루 5,000만 건의 검색을 기록했다. 2022년 03월 기준, 덕덕고는 하루 평균 102,704,358건의 쿼리를 수신하고 있었다. 2021년 1월 11일, 하루 1억 220만 건 이상의 검색이라는 새로운 회사 기록을 달성했다. 2022년 1월 17일에는 하루 1억 1170만 3299건의 검색이라는 새로운 기록이 세워졌다. 2022년 말, 덕덕고는 트래픽 통계 페이지를 제거했다.
덕덕고의 내부 설문 조사에 따르면 덕덕고 사용자들은 다양한 정치적 성향을 가지고 있었다.
덕덕고의 월별 전 세계 트래픽 중 약 56.23%는 미국에서, 7.01%는 독일에서, 4.95%는 영국에서, 3.93%는 캐나다에서, 2.96%는 프랑스에서 발생한다.